# Princeton (Karolina Północna)
Princeton – miasto w Stanach Zjednoczonych, w stanie Karolina Północna, w hrabstwie Johnston.